# جغرافيا بوركينا فاسو

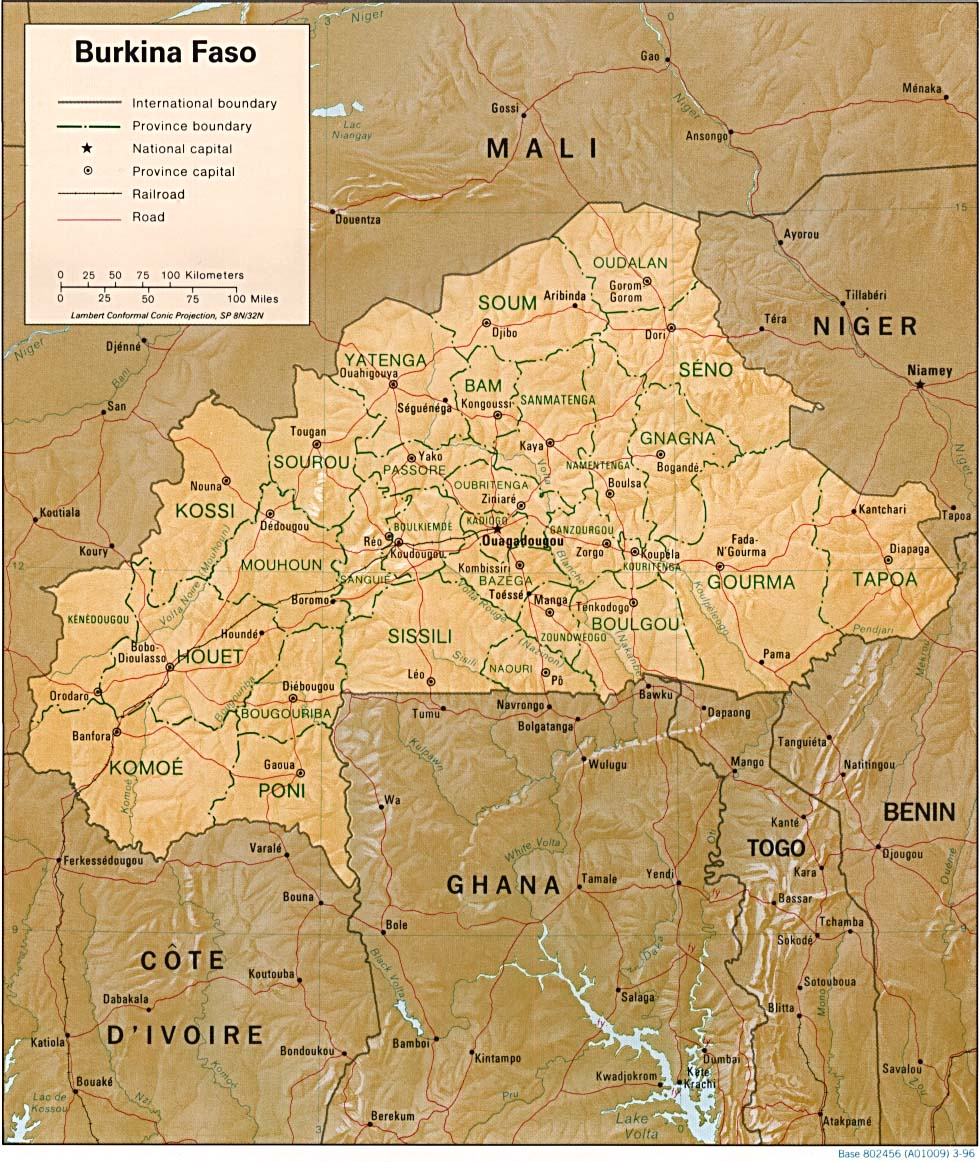

بوركينا فاسو هي دولة داخلية حيث لا تملك أي منفذ بحري لها حدود مع ستة دول. تحدها مالي من الشمال والغرب وساحل العاج وغانا وتوجومن من الجنوب، وبنين من الجنوب الشرقي، كما تقع جمهورية النيجر في شمالها الشرقي، ومنافذها إلى العالم الخارجي من ساحل العاج وغانا، وتبلغ مساحة أرضها (274,200 كم). وعاصمتها (وجادوجو) في وسط البلاد، ومن مدنها وكودوجو، وجاوا، وبنفورا، وبوبودية لاسو.